# Saharidj
 (juillet 2023).
Si vous disposez d'ouvrages ou d'articles de référence ou si vous connaissez des sites web de qualité traitant du thème abordé ici, merci de compléter l'article en donnant les références utiles à sa vérifiabilité et en les liant à la section « Notes et références ».
Saharidj est une commune d'Algérie dans la wilaya de Bouira (région de Grande Kabylie). Elle se trouve à 50.3 km à l'est de Bouira, à 73.1 km au sud de Tizi Ouzou, à 104 km à l'ouest de Bejaia et à 153 km au sud-est de la capitale Alger. Issue du découpage administratif de 1984.

## Géographie

### Localisation
| Aït Bouaddou | Aït Boumahdi | Akbil    |
| El Adjiba    | Saharidj     | Aghbalou |
| El Adjiba    | M'chedallah  | Chorfa   |

### Les villages de la commune de Saharidj
- Taguemount nath lahviv,
- Illiten,
- Ath Hemmad,
- Imezdourar,
- Ath Oualban,
- Ighil Hemmad,
- Ivelvaren,
- Ath ali outhmim,
- Taddart lejdid,
- Ighzer iwaquren
- Imri
- Aggache

### Climat
Le climat est chaud et sec en été, froid et pluvieux en hiver.[réf. nécessaire]

### Transport
Elle est distante de 22 km à partir de la Pénétrante autoroutière d'El Adjiba, 18.5 km à partir de la Pénétrante autoroutière d'Ahnif et de 11 km de la gare Maillot, Ahnif.

## Histoire
Saharidj est un ancien centre de regroupement des populations déplacées par l'administration coloniale française durant la guerre d’Algérie. Les populations ont été forcées à quitter leurs villages qui sont brûlés par la suite du fait que les maquisards algériens prenaient souvent comme refuge pour mener leurs attaques et embuscades contre l’armée française, ces villages sont : Ath oualban, Ighzer Iwaquren, Taguemount Ath-Lahbib, Ighil-Hhammad, Ivelvaren, Ait-Ali-Outmim.aggache[réf. nécessaire]saharidj dispose de vestiges historiques qui datent de l'epoque berbère et romaine déposés au niveau d'akham n l'aarch qui sont des  pierres taillées  d'une cité antique  et des ustensiles menageres trouvées au vieux saharidj au  lieu dit (tala larbaa) ainsi qu'une pierre  archéologique  qui porte des gravures rupestres et des inscriptions en tifinagh trouvées au lieu dit iguer b-oursou et  qui est déposée  à la bibliotheque communale. 
```
qui nécessite une étude archéologiques et des recherches bien précises
```

## Économie
Dépourvue de ressources, la commune de Saharidj peine à amorcer son développement, elle est l'une des plus pauvres de la wilaya de Bouira.[réf. nécessaire]

## Tourisme
Le col de Tizi N’Koulal, situé à la limite administrative entre la wilaya de Bouira et Tizi-Ouzou qui s’élève à 1500 m d’altitude, se distingue par ses paysages pittoresques et la route no33 qui traverse dans le territoire de la commune allant vers tikjda passant par un gite touristique appelé autrefois le refuge de tizi n'kouilal qui necessite un réamenagement de la part de l'Apc . Le gouffre le plus profond d'Afrique anou boussouel se situe territorialement et administrativement à la limite de la commune de Saharidj. Sans oublier la fontaine de l'ainsar averkane qui doit être préservée et qui dispose d'un site merveilleux réalisé pendant la période coloniale de sorte de bassins et d’habitations bâtis en pierre et d'une architecture magique pour servir comme réseau hydraulique pour l'usine d'électricité d'illitene et d'alimenter en eau potable les habitants de toute la commune de Saharidj et de la région d'imchedallen.
Il existe une association locale pour la promotion de la vocation touristique de la région sous le nom de Civisme et Tourisme Tala Rana de Saharidj.